# KV38
KV38 i Konungarnas dal utanför Luxor i Egypten var begravningsplats för farao Thutmosis I under Egyptens artonde dynasti.
Graven är uthuggen i slutet av den sydvästra grenen från huvudwadin i dalen mellan KV14 och KV15 och är en av de mindre gravarna i Konungens dal. Thutmosis III flyttade Thutmosis I:s mumie till KV38 från KV20 där han tidigare var begraven tillsammans med sin dotter Hatshepsut. Under slutet av tiden för Nya riket flyttades Thutmosis I:s mumie till TT320 nära Deir el-Bahri. Graven hittades 1899 av Victor Loret. Graven är idag i dåligt skick på grund av vattenskador efter översvämningar.